# Рајац (Коњиц)
Рајац је насељено мјесто у општини Коњиц, Босна и Херцеговина.

## Становништво
|           | 2013.      | 1991.        | 1981.        | 1971.        |
| Укупно    | 5 (100,0%) | 18 (100,0%)  | 66 (100,0%)  | 78 (100,0%)  |
| Бошњаци   | 5 (100,0%) | 18 (100,0%)1 | 66 (100,0%)1 | 77 (98,72%)1 |
| Црногорци | –          | –            | –            | 1 (1,282%)   |

1. 1 На пописима од 1971. до 1991. Бошњаци су пописивани углавном као Муслимани.